# The Space Between the Shadows
The Space Between the Shadows è un album in studio di Scott Stapp, pubblicato con l'etichetta Napalm Records il 19 luglio 2019. "Purpose for Pain" funge da singolo di testa.

## Tracce
1. World I Used to Know – 4:05
2. Name – 4:07
3. Purpose for Pain – 3:18
4. Heaven in Me – 4:34
5. Survivor – 3:20
6. Wake Up Call – 3:33
7. Face of the Sun – 3:09
8. Red Clouds – 5:21
9. Gone Too Soon – 3:18
10. Ready to Love – 3:26
11. Mary's Crying – 3:24
12. Last Hallelujah – 3:38